# Atrichum crispum
Atrichum crispum là một loài Rêu trong họ Polytrichaceae. Loài này được (James) Sull. mô tả khoa học đầu tiên năm 1856.